# Jean-Pascal Delamuraz
Jean-Pascal Delamuraz, né le 1er avril 1936 à Vevey, et mort le 4 octobre 1998 à Lausanne, originaire de Longirod, est une personnalité politique suisse, membre du Parti radical-démocratique. Il est conseiller fédéral de 1984 à 1998.

## Études et carrière
Jean-Pascal Delamuraz obtient une licence en sciences politiques de l'Université de Lausanne en 1960. Il est adjoint du directeur administratif de l'Exposition nationale suisse de 1964 à Lausanne, puis devient secrétaire permanent du Parti radical vaudois en 1965. Il entre au Conseil communal de Lausanne la même année. En 1970, il devient municipal chargé des Travaux publics, puis syndic de Lausanne en 1974.
Il siège au Conseil national de 1975 à 1983. Parallèlement, il entre en 1981 au Conseil d'État du canton de Vaud, où il dirige le Département de l'Agriculture, de l'Industrie et du Commerce pendant deux ans.

## Conseiller fédéral
Jean-Pascal Delamuraz est élu au Conseil fédéral le 7 décembre 1983 (93e conseiller fédéral de l'histoire[réf. souhaitée]) par 130 voix sur 241, pour remplacer le sortant Georges-André Chevallaz, radical vaudois comme lui. Il y siège jusqu'au 31 mars 1998.
Il est d'abord chef du Département militaire à partir de 1984. Sous sa direction, l'armée suisse se lance notamment dans l'achat des chars Léopard 2.
En 1986, il reprend le Département de l'économie publique. Le pro-européen fervent qu'il est tente de faire entrer la Suisse dans l'Espace économique européen (EEE), mais le peuple refuse par 50,3 % des électeurs le 6 décembre 1992, notamment sous l'impulsion de Christoph Blocher. Il parvient en revanche à faire ratifier l'adhésion à l'Organisation mondiale du commerce (OMC) en 1994 (traité de Marrakech) sans qu'un référendum soit déposé. Il est confronté aux nécessités de transformer la politique agricole.
Il est président de la Confédération en 1989 et 1996. Fin 1996, alors que le grand public suisse prend conscience d'une polémique concernant le comportement de ses banques durant la Seconde Guerre mondiale à la suite d'actions d'avocats américains (affaire des fonds en déshérence ou affaire des fonds juifs), Jean-Pascal Delamuraz parle de « chantage » du Congrès juif mondial (WJC), ce qui lui vaut un déluge de critiques dans la presse internationale. Cette polémique sera éteinte en janvier 1997, après les regrets publics de Jean-Pascal Delamuraz au président du WJC Edgar Bronfman (en).

## Santé

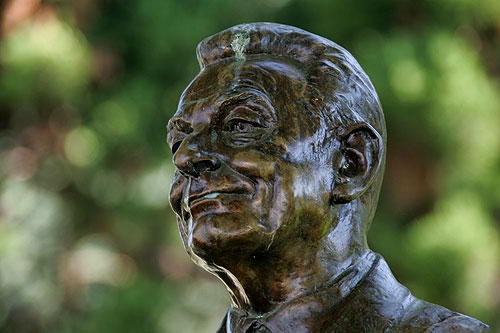
Statue en bronze de Jean-Pascal Delamuraz à Ouchy (Lausanne).

Durant les dernières années de son mandat de conseiller fédéral, ses problèmes de santé s'accentuent : en 1992, il chute en raison d'une insuffisance cardiaque ; en décembre 1995, on lui pose une valve aortique artificielle et  en juillet 1997, on lui retire une tumeur au foie. En mars 1998, la maladie le contraint à la démission et il meurt quelques mois après son départ du gouvernement. 

## Famille
Son père, Henri Louis Delamuraz, garagiste, fut syndic de Paudex. Sa mère est Ruth Delamuraz, née Ryser. Son épouse est Catherine Reymond.

## Distinctions

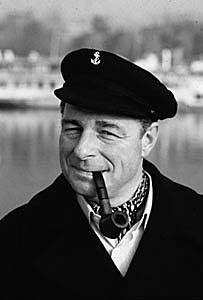
Jean-Pascal Delamuraz photographié par Erling Mandelmann, 1982.

Jean-Pascal Delamuraz obtient un doctorat honoris causa de l'EPFL en 1998.
Un quai d'Ouchy porte son nom depuis 1998. Un buste y est placé trois ans plus tard.